# Mount Foster
Mount Foster är ett berg i Antarktis. Det ligger i Sydshetlandsöarna. Argentina, Chile och Storbritannien gör anspråk på området. Toppen på Mount Foster är 2 413 meter över havet. Foster ingår i Imeon Range.
Terrängen runt Mount Foster är bergig norrut, men söderut är den kuperad. Havet är nära Mount Foster söderut. Mount Foster är den högsta punkten i trakten. Trakten är obefolkad. Det finns inga samhällen i närheten. 